# Papa Dictator

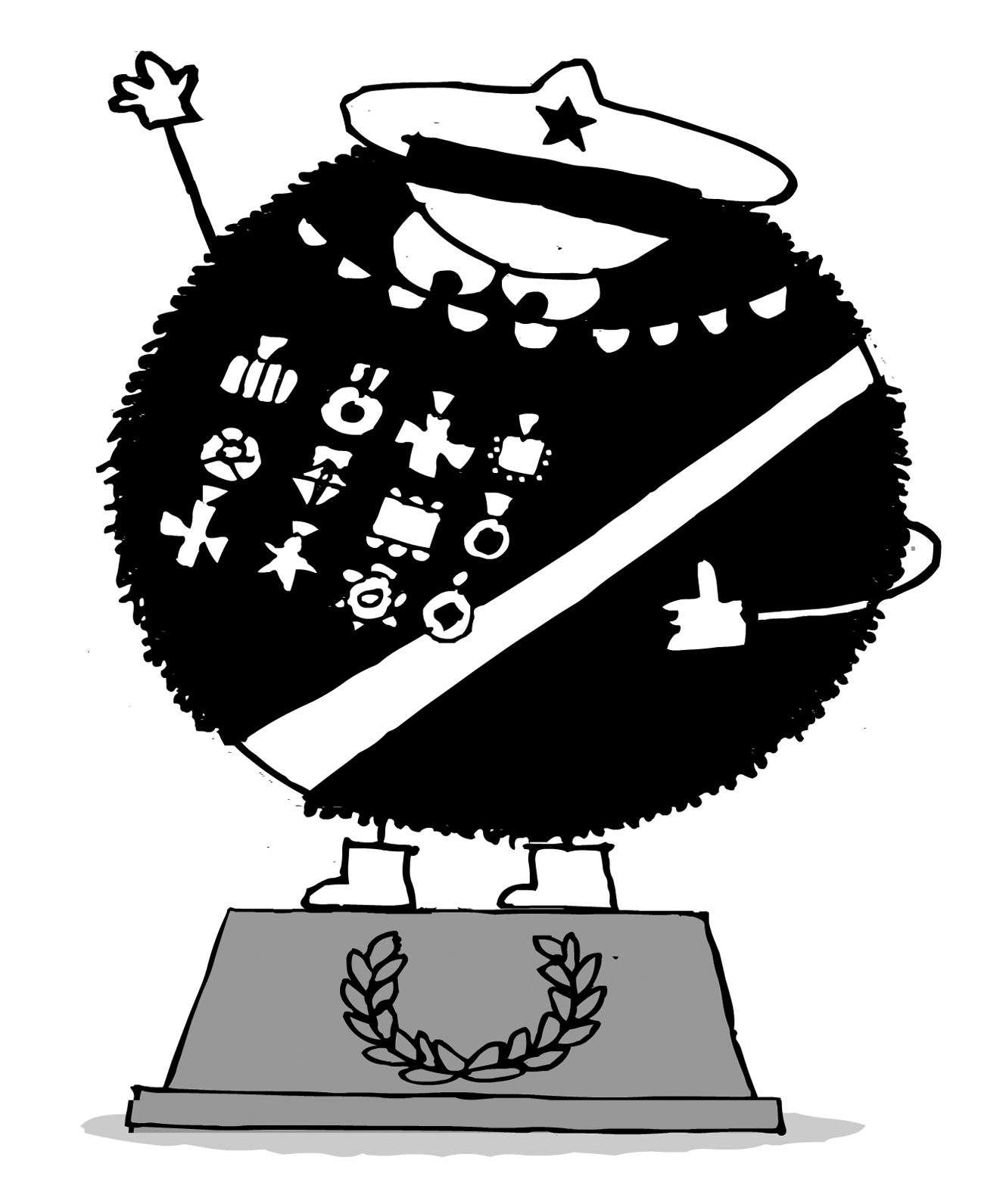
Papa Dictator von Michael Beyer, alias Mic

Papa Dictator ist eine Comicfigur und der Protagonist der gleichnamigen deutschen Comicreihe von Michael Beyer alias mic. Die Comicreihe erscheint seit 2013 im Jaja-Verlag. Einige Geschichten sind ins Englische, Italienische, Französische und Russische übersetzt worden. Der Autor Michael Beyer schlüpft bei seinen Lesungen gelegentlich in die Rolle des Papa Dictators.

## Inhalt
Papa Dictator ist der absolute Alleinherrscher eines geschundenen Landes und versucht, seiner Rolle als alleinerziehender Vater mit zwei Kindern gerecht zu werden. Dabei verzichtet er aber niemals auf seine Privilegien und Maßnahmen der Machtsicherungen.  Mit seinem Militär-Apparat bekämpft er jede Form von Kritik und hat auch ökologisch höchst bedenkliche Einstellungen. Und hinterher lässt er sich seine Machenschaften durch Scheinwahlen legitimieren. Sein Sohn möchte ihm als Diktator nacheifern, während seine Tochter jedoch noch humanistische Ideale in sich trägt.

## Bibliographie
- Michael Beyer: Papa Dictator, Jaja Verlag, Berlin 2013, ISBN 978-3-943417-29-6
- Michael Beyer: Papa Dictator hat Geburtstag, Jaja Verlag, Berlin 2014, ISBN 978-3-943417-46-3
- Michael Beyer: Papa Dictator will ins Internet, Jaja Verlag, Berlin 2015, ISBN 978-3-943417-68-5
- Michael Beyer: Papa Dictator kommt auf den Hund, Jaja Verlag, Berlin 2015, ISBN 978-3-943417-85-2
- Michael Beyer: Papa Dictator Weltherrschaft, Jaja Verlag, Berlin 2016, ISBN 978-3-946642-00-8
- Michael Beyer: Papa Dictator kriegt Besuch, Jaja Verlag, Berlin 2017, ISBN 978-3-946642-28-2
- Michael Beyer: Papa Dictator liebt die Bombe, Jaja Verlag, Berlin 2018, ISBN 978-3-946642-45-9
- Michael Beyer: Papa Dictator hat Frühlingsgefühle, Jaja Verlag, Berlin 2020, ISBN 978-3-946642-83-1
- Michael Beyer: Die Katze des Diktators, Jaja Verlag, Berlin 2021, ISBN 978-3-948904-10-4
- Michael Beyer: Papa Dictator will gewinnen, Jaja Verlag, Berlin 2022, ISBN 978-3-948904-43-2

## Rezensionen
Mario Zehe bei taz.blogs meint: Der maximale Kontrast zwischen dem cartoonhaften, verniedlichen Zeichenstil in Papa Dictator liebt die Bombe und dem absolut bösen Handeln der Hauptfigur des Comic soll demzufolge vermutlich nicht nur zum Lachen reizen. Michael Beyer [zeichnet und textet] furiose Bildgeschichten im Pixiformat über einen skrupellosen Despoten, der uns aufgrund seiner frappierenden Ehrlichkeit, entwaffnenden Tolpatschigkeit und gezeichneten Niedlichkeit mitunter gefährlich nahekommen kann. Christiane Geldmacher bei Literaturwelt. Das Blog findet: Ja, das ist sehr aktuell und wir erkennen sie alle wieder: Die Trumps, die Putins, die Erdogans, die Kim Yong Uns. Die Papa Dictator-Heftchen Michael Beyers sind hintergründig, witzig, subversiv. Also genau das Richtige für Kinder um die zehn, die langsam an die Realität herangeführt werden müssen.